# Stilett
Ein Stilett (von lateinisch Stilus: metallischer Griffel, Schreibstift; auch Stiletto aus dem Italienischen entlehnt) ist eine Stichwaffe aus der Familie der Dolche mit schlanker, sehr dünner und spitzer Klinge, nicht selten mit einem drei- oder viereckigen Querschnitt. In seinem Ursprungsland Italien nannte man diese Waffe auch „Misericordia“ (lat. „Barmherzigkeit“), im deutschen Sprachraum „Gnadengeber“, „Gnadenbringer“ oder „Gnadgott“.

## Geschichte
Diese Stichwaffe lässt sich seit dem frühen 16. Jahrhundert nachweisen. Sinn und Zweck der relativ schmalen, aber langen und stabilen Klinge ist es vor allem, durch kleine Lücken einer Rüstung einzudringen und den Gegner – vielleicht bereits am Boden liegend – zu töten. Im Ursprungsland war das Stilett auch eine Waffe, die oft für Attentate verwendet wurde. Sie war geeignet, möglichst wenig äußerlich sichtbaren Schaden wie erheblichen Blutfluss, wohl aber beträchtlichen, möglichst tödlichen inneren Schaden anzurichten. Das Stilett ermöglicht es daher, eher unauffällig zu töten, was das Entkommen des Täters begünstigte. Es gibt zahlreiche Sonderformen, so auch solche aus Glas, die im Körper des Opfers abbrachen.
Das Stilett ist eine den Parierdolchen verwandte Stichwaffe norditalienischer Herkunft. Das Stilett ist schlanker und kleiner als der herkömmliche Dolch, seine Parierstangen sind immer gerade und recht kurz. Sein wichtigstes Merkmal aber ist seine schmale, sehr steife Klinge, die einen drei- oder vierseitigen Querschnitt hat und nadelspitz ist. Das Stilett tauchte in Norditalien schon am Anfang des 16. Jahrhunderts auf, seine Blüte erlebte es um 1600, kam jedoch 50 Jahre später wieder aus der Mode. Da das Stilett in vielen Fällen mit heimtückischen Morden in Verbindung gebracht wurde, zählte es in vielen Städten zu den verbotenen Waffen. Seine kleinen Dimensionen gestatteten aber ein leichtes Verstecken des Stiletts in den Kleidern, so dass das behördliche Verbot meist ins Leere lief.
Seine sehr stabile und spitze, aber nicht scharfe Klinge war gut geeignet, Ringpanzer sowie kleine Spalten oder Lücken eines metallenen Harnischs zu durchdringen.